# Konrad Schliephacke

Konrad Schliephacke

Konrad Schliephacke (* 2. Mai 1879 in Soldin; † 3. April 1940 in Halle an der Saale) war ein deutscher Rittergutsbesitzer und Politiker (Nationalsozialistische Freiheitspartei).

## Leben
Schliephacke besuchte die Volksschule und das Gymnasium in Pyritz. Anschließend studierte er Landwirtschaft, Natur- und Staatswissenschaften in Königsberg und an der Landwirtschaftlichen Hochschule in Berlin. Im Mai 1901 legte er die Staatsprüfung für Landwirte ab. Nach dem Militärdienst arbeitete er als wissenschaftlicher Hilfsarbeiter in der Biologischen Reichsanstalt für Land- und Forstwirtschaft in Dahlem. 1905 pachtete er eine Domäne in Panten in Schlesien. Später kaufte er das Rittergut Mittel-Gerlachsheim im Landkreis Lauban. 1913 wurde ihm der Charakter eines Oberamtmanns verliehen. Ab 1915 war er als Sachverständiger und ständiger Vertreter der Landwirtschaft beim Schiedsgericht der Reichsgetreidestelle Berlin tätig.
Von Mai bis Juni 1924 und September bis Dezember 1924 gehörte Schliephacke als Abgeordneter der Nationalsozialistischen Freiheitspartei dem Reichstag an. Ursprünglich war Schliephacke für den Wahlkreis 7 (Breslau) in den Reichstag gewählt worden, musste aber aufgrund des Urteils des Wahlprüfungsgerichts vom 28. Juni 1924 ausscheiden; er trat am 21. September 1924 nach der Nachwahl im Wahlkreis 9 (Oppeln) über den Reichswahlvorschlag wieder neu ein.

## Schriften
- Einfluss einer zehnjährigen Kalidüngung auf die Ernteerträge und die physikalische Beschaffenheit des Bodens. Beobachtungen aus der Praxis, Selbstverlag, Werblitz bei Soldin 1904.
- Zeitgemäßer Landwirtschaftsbetrieb, 4., neubearb. Aufl., Verlag Deutsche Tageszeitung, Berlin 1923.
- Die Beseitigung der landwirtschaftlichen Kreditnot: Ein wichtiges Mittel zur Sicherung unserer Volksernährung, Parey, Berlin 1926.